# Kato Zodia
Kato Zodia es una localidad chipriota actualmente dentro del sector controlado por la República Turca del Norte de Chipre. Un riacho separa Kato del poblado vecino de Pano Zodia. 
Según censo del año 1960, contaba con 2278 habitantes, pertenecientes a la comunidad greco-chipriota, y uno de otra comunidad. 
En tiempos antiguos, gente de Grecia (específicamente del área de Argos Zotean) emigraron al lugar y construyeron un santuario dedicado al dios Apolo de Zodeion. De esta manera, el asentamiento pasó a tener el nombre de Zoteia. Dicho santuario se encontraba en el lugar que posteriormente se encontraría el monasterio del Arcángel Miguel. Es también el lugar donde San Eirinikos (o San Arniakos) inició su vida monástica en los tempranos años de la cristiandad. 
Actualmente, y como consecuencia de la invasión turca, se encuentra poblada por turco-chipriotas.
- Datos: Q47318046
- Multimedia: Kato Zodeia / Q47318046